# Marquard Bohm
Marquard Bohm (Amburgo, 27 giugno 1941 – Wetter (Ruhr), 3 febbraio 2006) è stato un attore tedesco.
Era fratello dell'attore, sceneggiatore e regista Hark Bohm.

## Filmografia parziale

### Cinema
- Detektive, regia di Rudolf Thome (1969)
- Un grosso uccello grigio azzurro (Ein großer graublauer Vogel), regia di Thomas Schamoni (1970)
- Rote Sonne, regia di Rudolf Thome (1970)
- Duello a tre (Deadlock), regia di Roland Klick (1970)
- Attenzione alla puttana santa (Warnung vor einer heiligen Nutte), regia di Rainer Werner Fassbinder (1971)
- La paura mangia l'anima (Angst essen Seele auf), regia di Rainer Werner Fassbinder (1974)
- Il diritto del più forte (Faustrecht der Freiheit), regia di Rainer Werner Fassbinder (1975)
- Nel corso del tempo (Im Lauf der Zeit), regia di Wim Wenders (1976)
- Nordsee ist Mordsee, regia di Hark Bohm (1976)
- Nessuna festa per la morte del cane di Satana (Satansbraten), regia di Rainer Werner Fassbinder (1976)
- Moritz, lieber Moritz, regia di Hark Bohm (1978)
- Theo gegen den Rest der Welt, regia di Peter F. Bringmann (1980)
- Ossessione mortale (Der Joker), regia di Peter Patzak (1987)
- Tre donne, il sesso e Platone (Der Philosoph), regia di Rudolf Thome (1989)
- La tela del ragno (Das Spinnennetz), regia di Bernhard Wicki (1989)
- Dealer, regia di Thomas Arslan (1999)
- Die Häupter meiner Lieben, regia di Hans-Günther Bücking (1999)
- Kaliber Deluxe, regia di Thomas Roth (2000)
- L'amour, l'argent, l'amour, regia di Philip Gröning (2000)

### Televisione
- Supergirl - Das Mädchen von den Sternen - film TV (1971)
- Selvaggina di passo (Wildwechsel) - film TV (1972)
- Cuba Libre - film TV (1996)
- Dunckel - film TV (1998)